# Carex cochinchinensis
Carex cochinchinensis är en halvgräsart som beskrevs av Louis-Florent-Marcel Raymond. Carex cochinchinensis ingår i släktet starrar, och familjen halvgräs.
Artens utbredningsområde är Vietnam. Inga underarter finns listade i Catalogue of Life.